# Кузнецов, Александр Игоревич (дипломат)
Алекса́ндр И́горевич Кузнецо́в (род. 18 октября 1951, Ленинград) — советский и российский дипломат. Чрезвычайный и полномочный посол (2004).

## Биография
Окончил Московский государственный институт международных отношений МИД СССР в 1974 году. Владеет английским, испанским, французским и итальянским языками. Кандидат исторических наук (2005).
С 1974 года работал на различных должностях в центральном аппарате МИД СССР и МИД РФ и за рубежом.
- В 1975—1979 годах — дипломатическая работа в Посольстве СССР в Аргентине.
- В 1982—1986 годах — дипломатическая работа в Посольстве СССР в Испании.
- В 1988—1990 годах — дипломатическая работа в Посольстве СССР в США.
- В 1990—1992 годах — дипломатическая работа в Посольстве России во Франции.
- В 1995—2000 годах — заместитель постоянного представителя России при ЮНЕСКО в Париже, Франция.
- В 2000—2001 годах — заместитель директора Департамента внешнеполитического планирования МИД РФ.
- С сентября 2001 по 9 июня 2005 года — директор Департамента внешнеполитического планирования МИД РФ.
- С 9 июня 2005 по 20 февраля 2012 года — чрезвычайный и полномочный посол Российской Федерации в Королевстве Испания и Княжестве Андорра по совместительству[1][2].
- В 2012—2016 годах — директор Историко-документального департамента МИД РФ, член коллегии МИД РФ.
- С 19 сентября 2016 по 12 января 2023 года — постоянный представитель Российской Федерации при ЮНЕСКО[3][4].

## Семья
Женат, имеет сына и дочь.

## Награды
- Орден Дружбы (14 октября 2012) — за большой вклад в реализацию внешнеполитического курса Российской Федерации и многолетнюю добросовестную работу[5]
- Благодарность президента Российской Федерации (21 сентября 2002) — за активное участие в реализации внешнеполитического курса Российской Федерации и многолетнюю добросовестную работу[6]
- Орден преподобного Серафима Саровского III степени (РПЦ)
- Гранд-офицер Ордена Гражданских заслуг (10 ноября 2015, Испания) — за вклад в укрепление двусторонних отношений[7].

## Дипломатический ранг
- Чрезвычайный и полномочный посланник 2 класса (18 июля 1995)[8]
- Чрезвычайный и полномочный посланник 1 класса (14 февраля 2003)[9]
- Чрезвычайный и полномочный посол (12 июля 2004)[10]